# 沈自邠
沈自邠（1554年—1589年），字茂仁，號幾軒，浙江嘉興府秀水縣民籍，嘉善縣人，明朝政治人物。萬曆丁丑進士，官翰林院修撰。

## 生平
萬曆元年（1573年）癸酉科浙江鄉試第三十二名。萬曆五年（1577年）登丁丑科會試第八名，三甲一百三十一名進士。長溪沈氏自沈謐，至沈啓原，再至沈自邠，三代進士。改翰林院庶吉士，授检讨，历官修撰。与修《大明会典》。萬曆十七年（1589年）卒，年三十六。

## 著作
有《尚书衷引》、《诗文集》、《归省述征》。

## 家族
曾祖父沈復，曾任封刑科給事中；祖父沈謐，曾任布政司右參議 贈朝議大夫；父親沈啟原，曾任按察司副使。母錢氏（封安人）。具庆下。弟自邰、自鄗
長子沈麟禎，即沈德符，《野獲編》之作者；次子沈鳳，娶馮夢禎三女馮瑤芳。長女沈鳳華，配黃承昊，未嫁而殤；次女沈無非，嫁項鼎鉉。